# Oberonia vieillardii
Oberonia vieillardii är en orkidéart som först beskrevs av Heinrich Gustav Reichenbach, och fick sitt nu gällande namn av Mark Alwin Clements och David Lloyd Jones. Oberonia vieillardii ingår i släktet Oberonia och familjen orkidéer.
Artens utbredningsområde är Nya Kaledonien. Inga underarter finns listade i Catalogue of Life.